# Dussartius baeticus
Dussartius baeticus је животињска врста класе Crustacea која припада реду Calanoida.

## Угроженост
Ова врста се сматра рањивом у погледу угрожености врсте од изумирања.

## Распрострањење
Врста има станиште у Шпанији и Португалу.

## Станиште
Станиште врсте су слатководна подручја.